# Herbert Haufrecht
Herbert Haufrecht (* 3. November 1909 in New York City; † 23. Juni 1998 in Albany (New York)) war ein US-amerikanischer Komponist und Volksliedforscher.

## Leben und Wirken
Haufrecht besuchte das Institute of Music in Cleveland und studierte ab 1930 Komposition an der Juilliard School of Music. 1937 ging er im Auftrag des Landwirtschaftsministeriums der USA nach West Virginia, wo er Volkslieder und -erzählungen zu sammeln begann. Nach seiner Rückkehr nach New York wirkte er als Komponist für das Federal Theater und das Workers Laboratory Theater; es entstanden Stücke wie We’ve Come from the City, Boney Quillin und The Story of Ferdinand the Bull.
Daneben arbeitete er von 1941 bis 1945 als musikalischer Leiter des Camp Woodland, das von Norman Studer und Norman Cazden in den Catskills für Kinder aus dem Raum New York betrieben wurde, um diese mit den Folkloretraditionen der Region bekannt zu machen. Von 1940 bis 1953 fand hier jährlich das Catskill Folk Festival statt; Ende der 1970er Jahre wurde die Tradition wieder aufgenommen. Als Ergebnis dieser Arbeit veröffentlichte Haufrecht 1983 die dreibändige Sammlung Folk Songs of the Catskills.
Nach dem Zweiten Weltkrieg arbeitete Haufrecht als Herausgeber und Arrangeur für verschiedene Verlage wie Mills Music, Associated Music Publishers und Ricordi Publishers. Daneben arbeitete er auch mit Folkmusikern wie Burl Ives, The Weavers, Pete Seeger und Judy Collins, für die er 1969 das Judy Collins Songbook schrieb.
Unter seinen Kompositionen finden sich neben Opern und sinfonischen Werken zahlreiche Lieder sowie kammermusikalische Werke.

## Werke
- Suite on Catskill Mountain Tunes
- We’ve Come from the City
- Boney Quillen, Folk-Oper
- Story of Ferdinand the Bull
- Judy Collins Songbook
- Symphony for Brass and Timpani
- Suite für Streichorchester
- Blues and Fugue für Viola und Klavier
- Etudes in Blues für Klavier
- A Pot of Broth, Oper
- War Prayer (nach Mark Twain)

## Publikationen
- Sing Out! (mit Pete Seeger und Norman Studer)
- Folk Songs of the Catskills, 1983

| Personendaten    | Personendaten                                     |
| ---------------- | ------------------------------------------------- |
| NAME             | Haufrecht, Herbert                                |
| KURZBESCHREIBUNG | US-amerikanischer Komponist und Volksliedforscher |
| GEBURTSDATUM     | 3. November 1909                                  |
| GEBURTSORT       | New York City                                     |
| STERBEDATUM      | 23. Juni 1998                                     |
| STERBEORT        | Albany (New York)                                 |